# Газюра, Анатолий Андреевич
Анато́лий Андре́евич Газю́ра (род. 17 марта 1964, Носовка, Черниговская область) — советский украинский легкоатлет, специалист по многоборьям. Наивысших успехов добился в середине 1980-х — начале 1990-х годов, бронзовый призёр Кубка Европы в командном зачёте, победитель первенств всесоюзного и республиканского значения. Представлял Львов, спортивное общество «Буревестник» и Вооружённые силы. Мастер спорта СССР международного класса.

## Биография
Анатолий Газюра родился 17 марта 1964 года в городе Носовка Черниговской области Украинской ССР. Учился в местной средней школе № 2.
Заниматься лёгкой атлетикой начал в Детско-юношеской спортивной школе в Нежине, затем после седьмого класса поступил в Республиканскую школу-интернат в Киеве. С 1982 года постоянно проживал и тренировался во Львове, окончил Львовский государственный институт физической культуры (1990). Проходил подготовку под руководством заслуженного тренера Украины Олега Григорьевича Мозгового. Выступал за добровольное спортивное общество «Буревестник» и Советскую Армию.
Впервые заявил о себе в десятиборье на всесоюзном уровне в сезоне 1986 года, когда на IX летней Спартакиаде народов СССР в Ташкенте с результатом в 7949 очков стал пятым.
В июле 1988 года на соревнованиях в Харькове превзошёл всех соперников и показал свой лучший результат в десятиборье — 8245 очков. World Athletics, однако, не признаёт этот результат как его наивысшее достижение.
В 1989 году на чемпионате СССР в Брянске набрал 8120 очков и завоевал бронзовую награду, уступив лишь Михаилу Медведю и Роману Терехову. В составе советской сборной стартовал на Кубке Европы по легкоатлетическим многоборьям в Тёнсберге — с официально ратифицированным личным рекордом в 7804 очка занял девятое место в личном зачёте десятиборья и тем самым помог соотечественникам стать бронзовыми призёрами мужского командного зачёта. По итогам сезона удостоен почётного звания «Мастер спорта СССР международного класса».
В 1990 году был восьмым на всесоюзных соревнованиях в Сочи, досрочно завершил выступление на международном турнире Hypo-Meeting в австрийском Гётцисе.
В июне 1991 года с результатом в 7719 очков занял четвёртое место на соревнованиях в Киеве.
С 1998 года постоянно проживает в Канаде.